# Wunnummin Lake
Der Wunnummin Lake ist ein See im Kenora District im Nordwesten der kanadischen Provinz Ontario.

## Lage
Der Wunnummin Lake befindet sich 360 km nordöstlich von Sioux Lookout. Das Gebiet wird von der Wunnumin Lake First Nation besiedelt. Der Pipestone River mündet von Westen kommend in den See. Der Wunnummin Lake bildet den Ursprung des Winisk River. Dieser entwässert diesen an dessen südöstlichen Ende. Der 239 m hoch gelegene See besitzt eine Wasserfläche von etwa 274 km². Der See hat eine Längsausdehnung in WSW-ONO-Richtung von 35 km, die Breite liegt bei etwa 9 km.
Die Flächengemeinde Wunnummin Lake befindet sich auf einer Halbinsel inmitten des westlichen Seeteils. Sie ist über eine Straße, die über eine schmale Landverbindung nach Süden führt, mit dem am südlichen Seeufer gelegenen Wunnumin Lake Airport verbunden. Über diesen wird die abgelegene Region üblicherweise per Flugzeug erreicht. Die Indianerreservate Wunnumin 1 und Wunnumin 2 befinden sich östlich des Flugplatzes, ebenfalls am südlichen Seeufer.